# Billing (mythologie)
Billing is een figuur uit de Noordse mythologie. Het is niet duidelijk of hij een reus was of een dwerg.

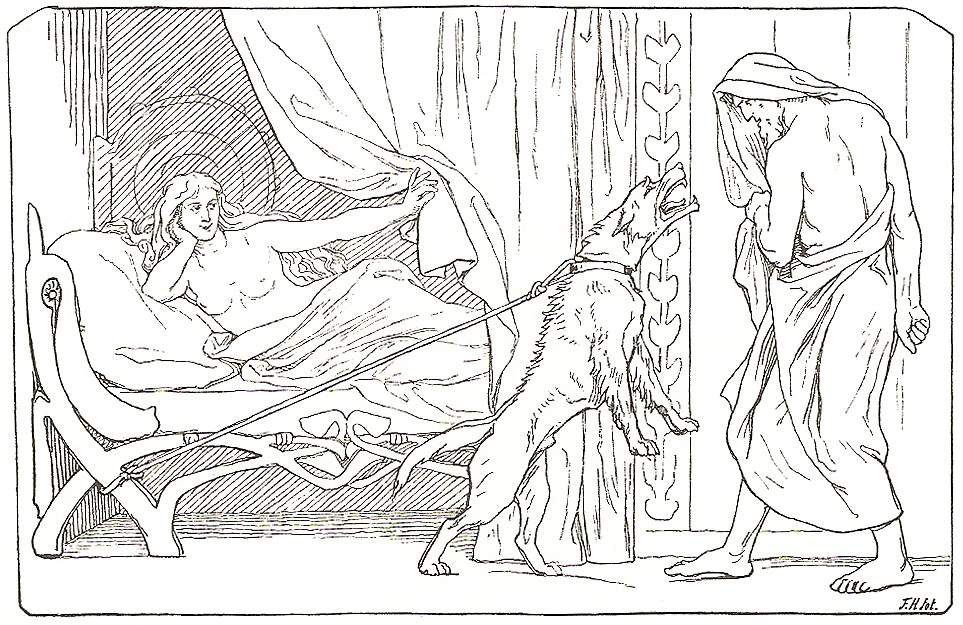
Billing's dochter kijkt toe terwijl Odin op de waakhond bij haar bed stuit (1895) door Lorenz Frølich.

## Achtergrond
Billing is de vader van een maagd (van wie de naam onbekend is) die door Odin wordt begeerd. Volgens de versregels 96-102 van het gedicht Hávamál uit de Edda, werd Odin door haar gevraagd om haar na het invallen van de nacht te ontmoeten. Dat zou het veiligst zijn, ze zou zich dan aan hem overgeven. Toen Odin terugkwam, zag hij echter zijn weg geblokkeerd door krijgers met zwaarden en brandende toortsen. Toen hij bij daglicht terugkwam, ontdekte hij dat ze was vertrokken. Aan haar bed zat een waakhond vastgebonden. Op deze manier werd Odin gedwarsboomd in zijn pogingen haar te krijgen. 
De episode wordt door Odin zelf in de eerste persoon verteld en door hem gebruikt als voorbeeld van de veronderstelde grilligheid en bedrieglijkheid van vrouwen. Hij beklaagt het onzinnige om te verlangen naar datgene wat onbereikbaar is. Billingr was hetzij een reus, hetzij een dwerg; John Lindow geeft in Norse Mythology (2001) argumenten voor beide mogelijkheden. 